# Behindertenparkplatz

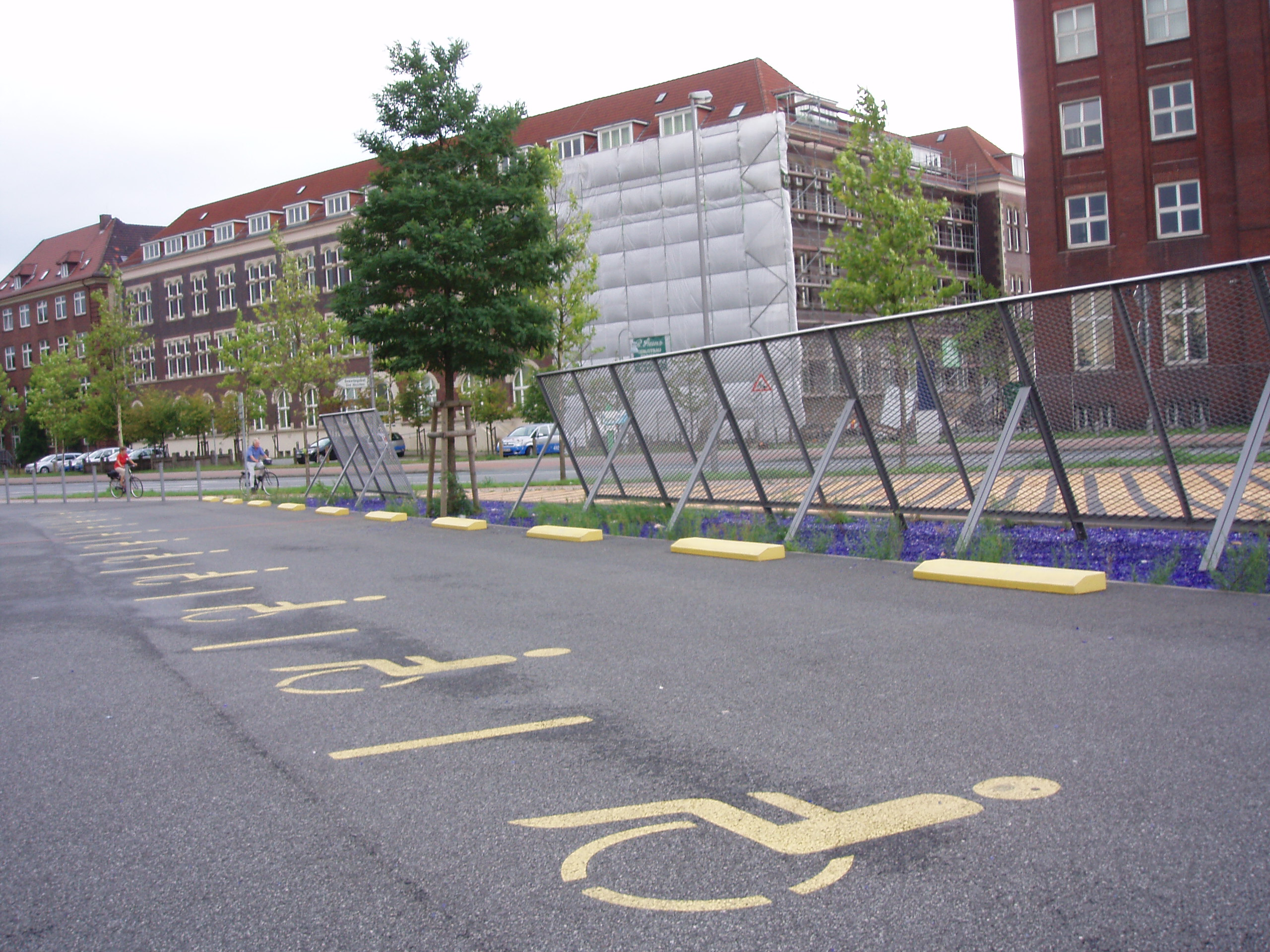
Behindertenparkplätze ohne StVO-gerechte Beschilderung

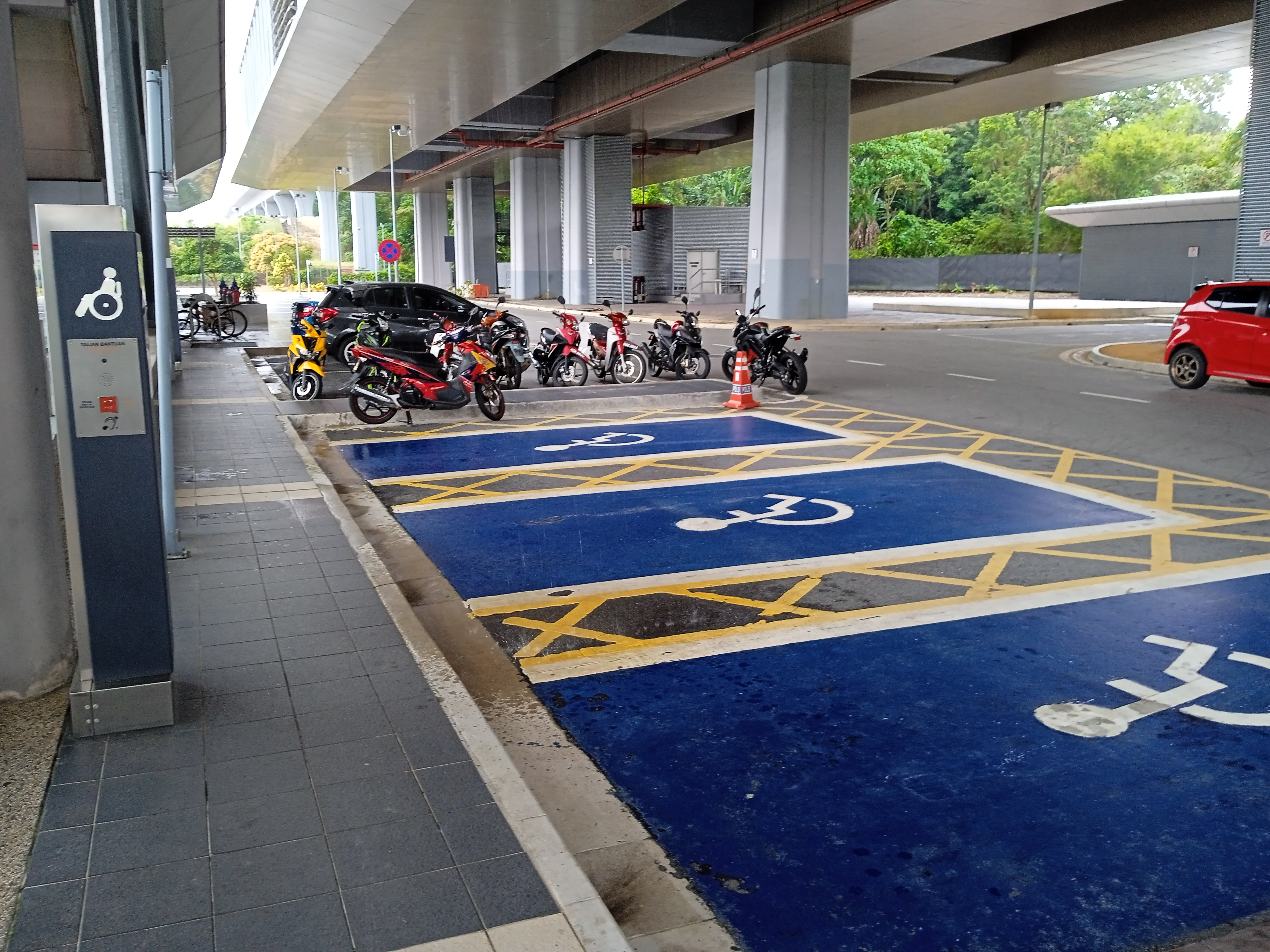
Behindertenparkplatz

Ein Behindertenparkplatz  (in Österreich auch Versehrtenparkplatz) ist eine spezielle, oft barrierefreie, Parkmöglichkeit für Menschen mit besonderen Anforderungen. Er ist eine Maßnahme zum Ausgleich von Nachteilen.

## Deutschland

### Behindertenparkplatz
Behindertenparkplätze sind nach der Straßenverkehrs-Ordnung (StVO) in Deutschland laut bundesweitem Verkehrszeichenkatalog durch folgende Zeichen gekennzeichnet:

Zusatzzeichen 1044-10 (seit 1992), Zusatzschild 857 (1971–1992)
Zusatzzeichen 1044-11 (seit 1992), Zusatzschild 866 (1971–1992)
Zusatzzeichen 1044-12 (seit 2017)
Zusatzzeichen 1020-11 (seit 1992), Zusatzschild 865 (1971–1992)

Nicht oder nicht mehr im Verkehrszeichenkatalog sind häufige (früher) benutzte Zeichen:

Nicht im bundesweiten Verkehrszeichenkatalog, aber bis 1992 in etlichen Varianten deutschlandweit in Benutzung, seit 1992 ohne das Wort „nur“
Zusatzschild 862 (1971–1992)

Die übliche Verwendung ist dann wie folgt:
|                     |
|                     |
| VZ286 mit ZZ1020-11 |

|                     |
|                     |
| VZ314 mit ZZ1044-10 |

Das Zusatzzeichen 1020-11 zu Zeichen 286 (Eingeschränktes Haltverbot) nimmt Fahrzeuge schwerbehinderter Menschen mit außergewöhnlicher Gehbehinderung, beidseitiger Amelie oder Phokomelie oder mit vergleichbaren Funktionseinschränkungen sowie blinder/hörgeschädigter Menschen, jeweils mit besonderem Parkausweis Nummer …, vom Haltverbot aus. Die Ausnahme gilt nur, soweit der Parkausweis gut lesbar ausgelegt oder angebracht ist.
Der Behindertenparkplatz ist in Deutschland durch ein Zusatzschild mit dem Piktogramm eines Rollstuhlfahrers (Zusatzschild 1044-10) zu den Verkehrszeichen 314 (Parken) oder 315 (Parken auf Gehwegen) gekennzeichnet. Durch eine solche Beschilderung wird schwerbehinderten Menschen mit außergewöhnlicher Gehbehinderung, beidseitiger Amelie oder Phokomelie oder mit vergleichbaren Funktionseinschränkungen sowie blinden Menschen und deren Begleiter das Parken ihres Fahrzeuges erlaubt und gleichzeitig anderen verboten. Häufig sind zusätzlich Bodenmarkierungen angebracht, um auf das Schild hinzuweisen.
Eine zulässige Höchstparkdauer auf Behindertenparkplätzen existiert nicht. Diese gilt ausschließlich für die Parkerleichterungen nach § 46 StVO, die die Inhaber von Behindertenparkausweisen erhalten. Das Recht, Behindertenparkplätze zu nutzen, fällt nicht darunter. Lediglich die Notwendigkeit der Benutzung des Parkplatzes für den Ausweisinhaber begrenzt die erlaubte Parkdauer. Liegt diese Notwendigkeit nicht mehr vor, kann der PKW trotz ausgelegtem Behindertenparkausweis abgeschleppt werden. Auch weitere Beschränkungen der Parkdauer sind möglich. Behindertenparkplätze vor bestimmten Einrichtungen (z. B. Arztpraxis, Behörde) sollen aus Gründen der gegenseitigen Rücksichtnahme nur so lange belegt werden, wie dies für die Nutzung der Einrichtung erforderlich ist, damit die Parkmöglichkeit im Interesse anderer Behinderter nicht über Gebühr blockiert wird.
Behindertenparkplätze sind in der Regel breiter als reguläre Abstellplätze, um das Ein- und Aussteigen zu erleichtern und damit ein Rollstuhl besser ein- und ausgeladen werden kann. Die vorgeschriebene Fläche für einen Längsparkplatz bei vorgesehenem Heckausstieg beträgt 5,00 m zzgl. 2,50 m freizuhaltender Bewegungsfläche × 2,50 m. Damit gehbehinderten Menschen, Rollstuhlfahrern aber auch blinden Menschen lange Wege erspart bleiben, werden Behindertenparkplätze zumeist in der Nähe von Ein- oder Ausgängen angelegt.
Ein Behindertenparkplatz kann auch nur für das Fahrzeug einzelner behinderter Personen eingerichtet werden. Die Parkerlaubnis wird durch entsprechende Zusatzzeichen bekanntgegeben: Rollstuhlfahrer-Piktogramm und Aufschrift „Mit Parkausweis Nr. … frei“, Zusatzzeichen 1020-11 oder „Mit Parkausweis Nr. …“, Zusatzzeichen 1044-11. Rechtsgrundlage ist § 209 SGB IX in Verbindung mit § 45 Abs. 1b Nr. 2 Straßenverkehrs-Ordnung (StVO). Nur der Ausweisinhaber darf diesen Parkplatz benutzen.

### Individueller Behindertenparkplatz
Voraussetzung für die Einrichtung eines individuellen Behindertenparkplatzes ist, dass die behinderte Person über keine zumutbar benutzbare Garage oder entsprechend gesicherten Stellplatz verfügt.

### Parkausweis
Der Parkausweis wird schwerbehinderten Menschen mit außergewöhnlicher Gehbehinderung (Merkzeichen aG), beidseitiger Amelie oder Phokomelie oder mit vergleichbaren Funktionseinschränkungen sowie für blinde Menschen (Merkzeichen Bl) auf Antrag ausgestellt. Welche Behörde dafür zuständig ist, ist von Bundesland zu Bundesland unterschiedlich, meist die Straßenverkehrsstelle oder das Ordnungsamt. 
Der EU-einheitliche blaue Parkausweis oder der individuelle Parkausweis müssen beim Parken gut lesbar im Fahrzeug ausliegen.
Zuwiderhandlungen werden gemäß Nr. 55 der Anlage zur Bußgeldkatalog-Verordnung mit 55 € belegt.
Die Benutzung des Parkplatzes ist auch zulässig, wenn ein Nichtbehinderter das Fahrzeug lenkt, die Fahrt aber der Beförderung der berechtigten behinderten Person dient. Nicht ausreichend ist, dass das Fahrzeug lediglich im Interesse eines Schwerbehinderten (Besorgungsfahrt in Abwesenheit des Behinderten) eingesetzt ist, ohne dass dieser selbst befördert werden soll.
Die Benutzung eines Behindertenparkausweises, ohne dass dies der Beförderung der Person dient, für die der Ausweis ausgestellt wurde, stellt nach einem Urteil des Amtsgerichtes Nürnberg einen strafbaren Missbrauch von Ausweispapieren (§ 281 StGB) dar.
Das Landgericht Nürnberg-Fürth bestätigte dieses Urteil und verwarf damit die Berufung des Angeklagten gegen das Urteil aus der Vorinstanz.
Das Oberlandesgericht Stuttgart hingegen verneinte in einem gleichen Fall die Verwirklichung des Tatbestandes des Missbrauches von Ausweispapieren, da dies voraussetze, dass es der „Zweck des Handelns [seien müsse], einen Dritten in den Irrtum zu versetzen, dass der Täter selbst oder ein anderer, für den er das Papier gebraucht, mit dem durch die Urkunde Ausgewiesenen personengleich sei“. Dies sei „bei der Auslage eines für eine andere Person ausgestellten Parkausweises für Behinderte aber nicht der Fall. Der den Parkausweis auslegende Fahrer des Pkws gibt nicht notwendigerweise vor, auch der Inhaber des Parkausweises zu sein. Die Parkerleichterung gilt nämlich nicht nur für den Behinderten als Selbstfahrer, sondern auch für den ihn jeweils befördernden Fahrzeugführer, wobei die Fahrt allerdings der Beförderung des Behinderten dienen muss“. Ein solches Verhalten „könnte jedoch als Ordnungswidrigkeit gemäß § 49 Abs. 3 Nr. 5 und § 42 Abs. 2 i.V.m. Anlage 3 laufende Nr. 7 (Zeichen 314) Spalte 3 Satz 1 oder laufende Nummer 10 (Zeichen 315) Spalte 3 Satz 2 StVO, Nr. 55 BKatV ahndbar sein.“

### Unbefugte Nutzung
Das nicht berechtigte Parken auf Behindertenparkplätzen kann in Deutschland eine Geldbuße von 55 €, Verwaltungsgebühren und das Abschleppen des Fahrzeugs nach sich ziehen. Den Unterschied zwischen Parken und Halten bewertete das Bundesverwaltungsgericht Leipzig und stellte fest, dass ein Abschleppen eines unberechtigt auf einem Behindertenparkplatz geparkten Fahrzeugs nur dann nicht gerechtfertigt ist, wenn der Autofahrer sein Auto ohne Verzögerung wegfahren kann. Bereits nach drei Minuten ist Abschleppen gerechtfertigt. Das Oberverwaltungsgericht Schleswig billigt gar das sofortige Abschleppen ohne Karenzzeit. Nur wenn Behindertenparkplätze jederzeit von Fahrzeugen Nichtparkberechtigter freigehalten würden, könnten Behinderte darauf vertrauen, dass ihnen Behindertenparkplätze unbedingt zur Verfügung stünden. Bei einer Panne ist das Fahrzeug wie beim Liegenbleiben in anderen Park- und Halteverbotsbereichen auch unverzüglich zu entfernen, sonst kann es ebenfalls abgeschleppt werden.
Wenn ein Behindertenparkplatz von Nichtberechtigten besetzt wird, kann der Abschleppvorgang durch einen Anruf beim Bürgertelefon der Polizei oder auch beim örtlichen Ordnungsamt eingeleitet werden. Die Verwendung des Polizeinotrufs sollte dagegen unterbleiben, da diese Vorgehensweise rechtlich umstritten ist: Vereinzelt wird dies von Polizeibehörden als Missbrauch des Notrufes (§ 145 Abs. 1 Nr. 1 StGB) verfolgt.
Das Onlineforum rollingplanet.net versucht, eine Öffentlichkeit gegen derartige Verkehrsteilnehmer zu schaffen.

### Weitere Erlaubnisse aufgrund des Parkausweises
Ein Parkausweis berechtigt neben dem Parken auf einem gekennzeichneten Behindertenparkplatz auch zu folgendem Parken, wenn es in der Nähe keine verfügbare Parkmöglichkeit gibt:
- bis zu dreistündiges Parken auf Straßen oder Zonen, wo sonst das Parken verboten ist;
- Ausdehnen der Parkzeiten auf Straßen oder Zonen, wo die Parkzeit eingeschränkt ist;
- kostenloses Parken auf Parkplätzen, wo die Zahlung durch Bezahlung an Display-Automaten oder Parkometer gefordert ist;
- bis zu dreistündiges Parken auf Parkplätzen, die für Anwohner vorgesehen sind;
- Parken in beschränkten Verkehrszonen und außerhalb der gekennzeichneten Parkplätze, wenn der Verkehr nicht behindert wird;
- Parken in Fußgängerzonen, wenn örtliche Zugeständnisse dies ausdrücklich erlauben.

## Österreich
In Österreich gibt es ebenfalls Behindertenparkplätze für stark beeinträchtigte Personen, welche in der Nähe des Wohnortes, Arbeitsplatzes oder häufig besuchten Geschäften errichtet werden. Eine Zusatztafel „ausgenommen“ erlaubt Behinderten und deren Erziehungsberechtigten das Parken. Die Behörde hat für Lenker von Kraftfahrzeugen, die aufgrund einer Behinderung dauerhaft in ihrer Mobilität eingeschränkt sind, in unmittelbarer Nähe ihrer Wohn- oder Arbeitsstätte bzw. in der Nähe von häufig besuchten Gebäuden (z. B. Sozialministeriumservice (früher: Bundessozialamt) und seine Landesstellen, Krankenhäuser usw.) Parkraum freizuhalten. Diese Parkplätze sind durch das Verkehrszeichen „Halten und Parken verboten“ in Verbindung mit einer Zusatztafel mit dem Behindertensymbol und dem Wort „ausgenommen“ erkennbar. Auf solchen Parkplätzen dürfen nur Fahrzeuge mit Behindertenausweis parken.
Seit 1. Jänner 2014 ist das Sozialministeriumservice (früher: Bundessozialamt) (und nicht mehr die Bezirkshauptmannschaft bzw. das Magistrat) für die Ausstellung von Parkausweisen für Menschen mit Behinderung zuständig.
Auf Ansuchen kann die Behörde auch für ein bestimmtes Kraftfahrzeug einen so genannten Behindertenparkplatz an der Arbeitsstelle oder dem Wohnsitz der Person mit Behinderungen verordnen. Dieser Parkplatz wird durch Angabe des Kennzeichens auf einer Zusatztafel unterhalb des Halten- und Parkverbotsschildes zusätzlich zum Behindertensymbol kenntlich gemacht. Auf einem solchen Parkplatz darf ein anderes Fahrzeug weder halten noch parken.
Eine einzelne Person hat jedoch keinen Rechtsanspruch auf die Erlassung von solchen Halte- und Parkverboten. Bei Inanspruchnahme eines Behindertenparkplatzes ist es notwendig, beim Parken den Ausweis im Kraftfahrzeug hinter der Windschutzscheibe gut erkennbar anzubringen und beim Halten auf Verlangen vorzuzeigen.